# U.S. 뱅크 스타디움

U.S. 뱅크 스타디움(영어: U.S. Bank Stadium)는 미국 미네소타주 미니애폴리스에 위치한 다목적 미식축구 경기장이다. NFL 미네소타 바이킹스의 홈 경기장으로 사용하고 있다. 과거 홈구장이던 휴버트 H. 험프리 메트로돔(영어: Hubert H. Humphrey Metrodome)을 철거한 자리에 건설되었다.
각진 외관에 초경량 외장재의 반투명 지붕, 외벽 상당부분이 유리로 커버된 독특한 디자인이 특징이다.

## 갤러리

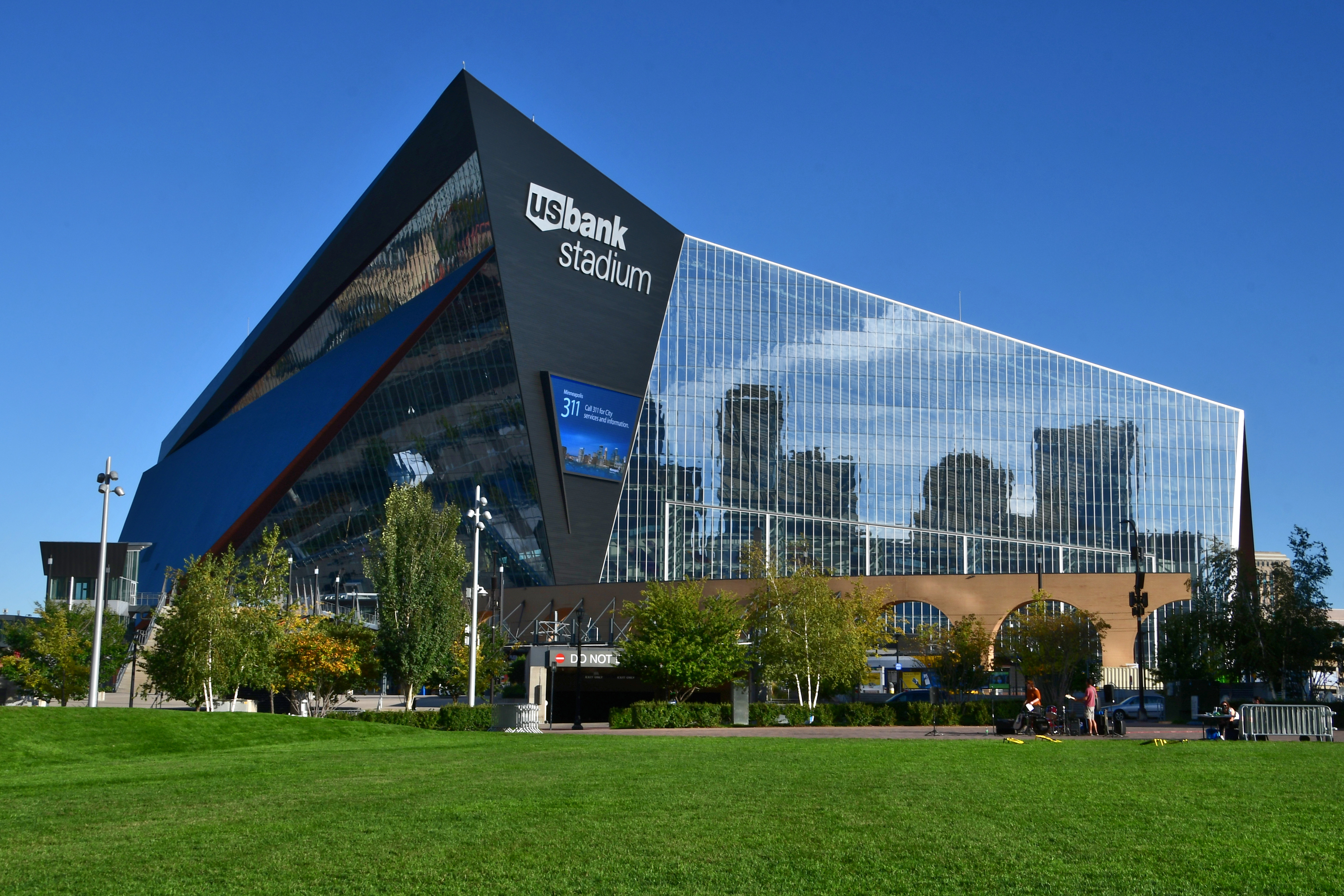
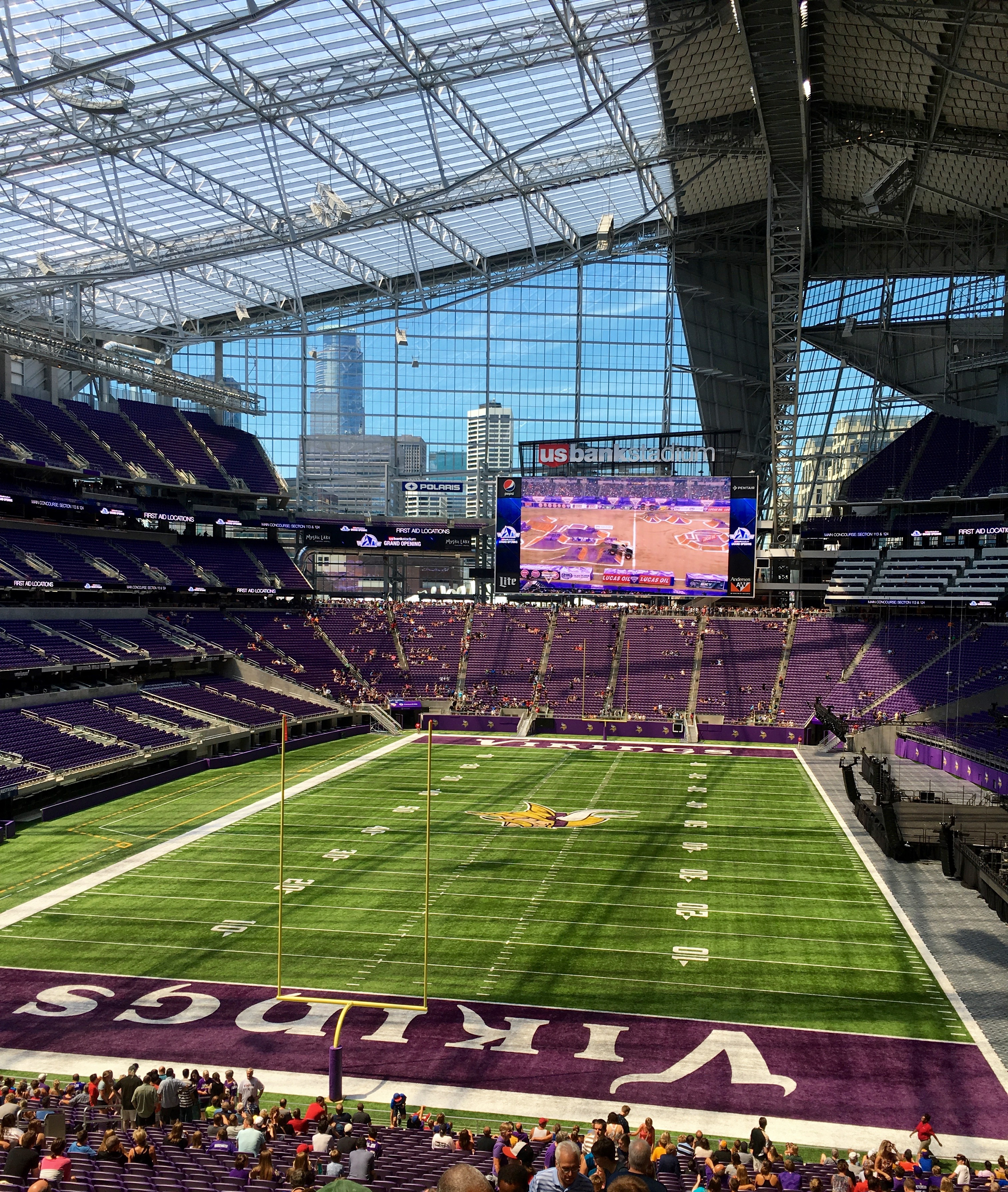
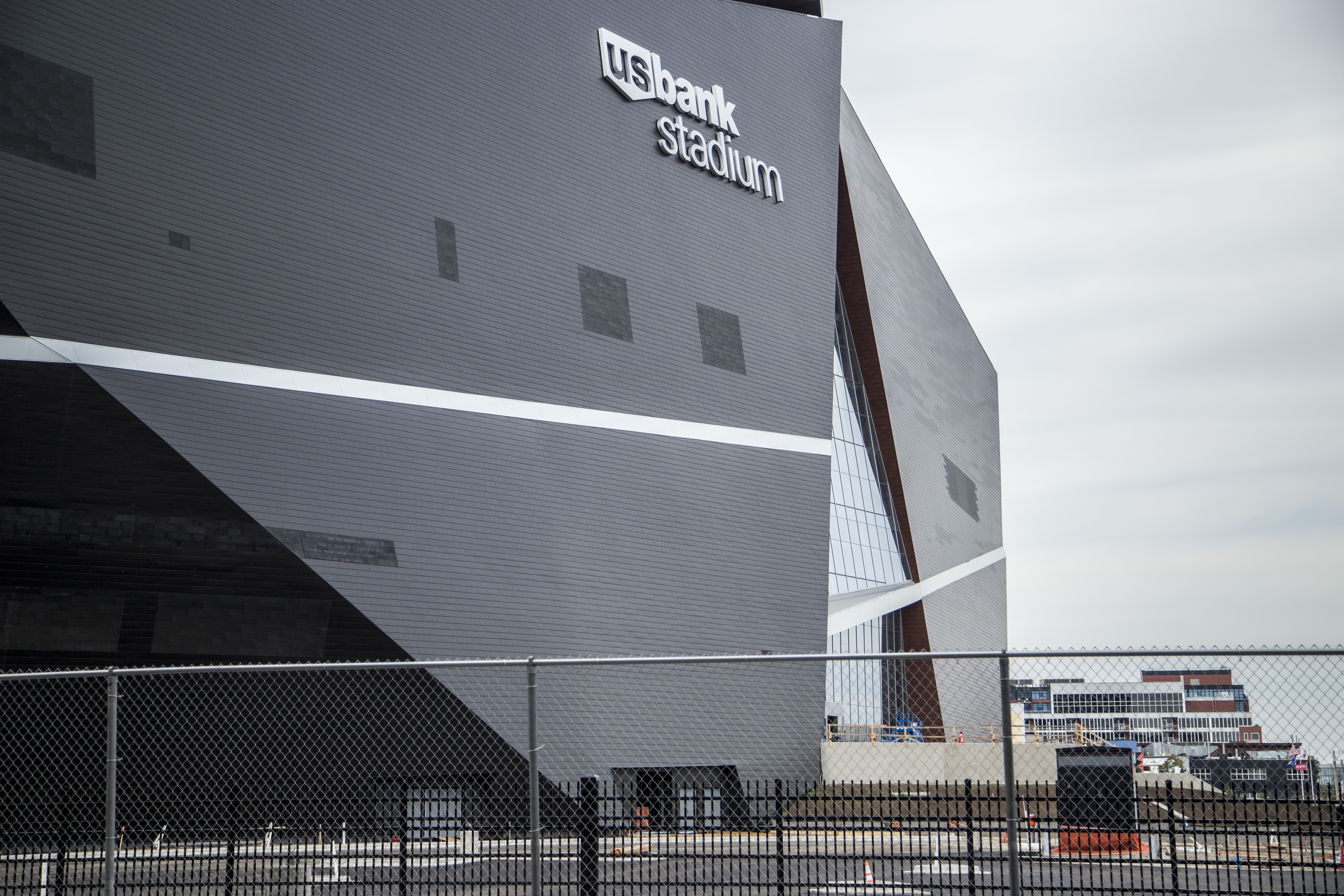